# 青年心城之撐起青春
《青年心城之撐起青春》，（英語：Heart City Hong Kong, Prop Up Youth），前名《青年心城》，是香港電視廣播有限公司拍攝製作的時裝愛情電視劇，由林正峰及游嘉欣領銜主演，並由黃子雄、施焯日及黃紫恩聯合演出，監製為林肯，策劃人為莊紫祥。
此劇起用演員青春迫人，劇情圍繞聚集在共享工作空間的年青人，面對種種困難後，蛻變並重見希望的故事。此劇由銀訊控股贊助。

## 演員表

### 「BnW」共享工作空間
| 演員   | 角色   | 暱稱／關係 |
| 黃子雄 | 堅 叔  | 老闆／前建築師 1969年出生 莊嘉欣之父 |
| 黃美棋 | 晴     | 職員 磊之女友，於第5集結婚 |
| 林子超 | 磊     | 職員 晴之男友，於第5集結婚 |
| 游嘉欣 | 莊嘉欣 | 接待員 生於富裕家庭 1996年出生 林少峰之中學同學，並暗戀其，與其有感情線 地獄廚神 於第3集片尾主持                                                                                  |
| 林正峰 | 林少峰 | 阿峰 外賣速遞專員 「躺平」青年，常對自己背景感自卑 1996年出生 莊嘉欣之中學同學，與其有感情線 於第2集遷入「BnW」房間 於第3集片尾主持 於第5集患上腰椎間盤突出而一度下身癱瘓，後康復 |
| 施焯日 | 賢 仔  | KOL，經常於網上直播唱歌 1998年出生 |
| 黃紫恩 | Yuki   | 大學生 2002年出生 |
| 黃頌明 | 詩     | |
| 王虹茵 | 慧     | |
| 林俊其 | 修     | |

### 其他演員
| 演員   | 角色                | 暱稱／關係                                                 |
| 關曜儁 | 博                  | 外賣速遞專員 林少峰之同事 於第1集登場                      |
| 霍健邦 | 道友明              | 外賣速遞專員 林少峰之同事 於第2集登場                      |
| 陸浩明 | Stephen             | 「快速約會」參加者 於第1集片尾主持（第1集）                |
| 袁鎮業 | Ivan                | 「快速約會」參加者 追求莊嘉欣（第1集）                     |
| 鄭詠謙 | 阿 龍               | 「快速約會」參加者（第1集）                                |
| 李紹堅 |                     | 男子 「快速約會」參加者（第1集）                           |
| 郭千瑜 |                     | 女子 「快速約會」參加者（第1集）                           |
| 郭柏妍 |                     | 女子 「快速約會」參加者（第1集）                           |
| 羅毓儀 |                     | 女子 「快速約會」參加者（第1集）                           |
| 吳子   |                     | 「BnW」共享工作空間客人（第1集）                           |
| 林景程 | Henry               | 地產經紀（第1集）                                          |
| 李顯曜 |                     | 保險經紀（第1集）                                          |
| 陳振業 |                     | 露宿者（第1集）                                            |
| 楊家輝 |                     | 露宿者（第1集）                                            |
| 莊鍶敏 | 盛曉彤              | Sophia、女魔頭 參見《香港愛情故事》（第2集）               |
| 羅天宇 | 陳子朗              | 盛曉彤之下屬 於第2集片尾主持 參見《香港愛情故事》（第2集） |
| 陳靖雲 | Dora                | 盛曉彤之下屬（第2集）                                      |
| 張詩欣 |                     | 盛曉彤之下屬（第2集）                                      |
| 張詩欣 | 人事部職員（第4集） |                                                            |
| 李漫芬 |                     | 面試官（第2集）                                            |
| 區偉權 |                     | 面試官（第2集）                                            |
| 朱樂洺 |                     | 應徵者（第2集）                                            |
| 蕭文諾 |                     | 應徵者（第2集）                                            |
| 吳天兒 |                     | 應徵者（第2集）                                            |
| 彭翔翎 | Ella                | 與林少峰發生性行為（第3集）                                |
| 陳俊堅 |                     | 議員助理（第3集）                                          |
| 葉進康 | 允 行               | 林少峰之中學同學（第3集）                                  |
| 馮盈盈 | Angelina            | 外賣客 賢仔忠实粉丝 於第4集片尾主持（第4－5集）            |
| 蕭彩玉 |                     | 侍應（第4集）                                              |
| 章志文 |                     | 面試官（第4集）                                            |
| 黃梓瑋 |                     | 面試官（第4集）                                            |
| 關偉倫 |                     | 教車師傅（第4集）                                          |
| 張翱弘 |                     | 道友明之子（第5集）                                        |
| 秦啟維 |                     | 醫生（第5集）                                              |
| 嚴楚翹 |                     | 少女（第5集）                                              |
| 莫家淦 |                     | 西裝男（第5集）                                            |
| 莊紫祥 |                     | 食客（第5集）                                              |

## 歌曲
| 主唱   | 歌曲               | 作曲   | 填詞 | 編曲           | 監製   |
| 鍾柔美 | 不想輕躺（主題曲） | 徐洛鏘 | 楊熙 | 徐洛鏘、黃浩智 | 韋景雲 |

## 獎項

### 萬千星輝頒獎典禮2021
| 年份 | 獎項             | 單位           | 結果             |
| ---- | ---------------- | -------------- | ---------------- |
| 2021 | 飛躍進步男藝員   | 林正峰         | 提名（最后五強） |
| 2021 | 飛躍進步女藝員   | 游嘉欣         | 提名（最后五強） |
| 2021 | 最受歡迎電視拍檔 | 林正峰、游嘉欣 | 提名（最后五強） |

## 外部連結
- 《青年心城之撐起青春》最新消息 - Instagram
- 《青年心城之撐起青春》10.10首播 年輕演員領銜主演 開啟築夢之旅 - TVB Weekly （页面存档备份，存于）
- YouTube上的【娛樂新聞台】｜游嘉欣林正峰榮升男女一｜戴口罩演戲極具挑戰性｜青年心城之撐起青春
- 豆瓣电影上《青年心城之撐起青春》的資料 （简体中文）